# Société du cinématographe automobile

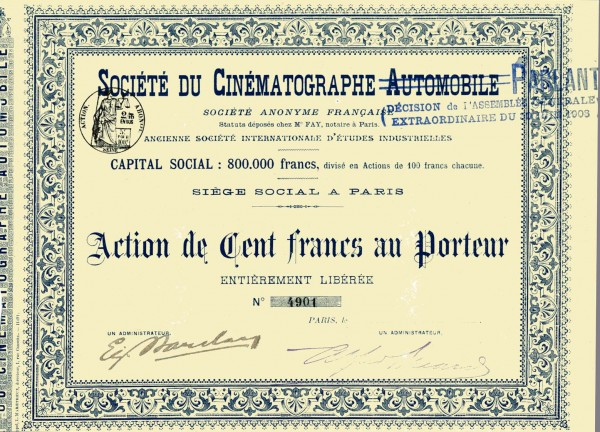
Action de la Société du cinématographe automobile

La Société du cinématographe automobile est une compagnie fondée en 1905, 19 boulevard Malherbe à Paris, au capital de 400 000 F, et dont le président est le docteur de Bourgade.
La Société du cinématographe automobile est le nouveau nom de l'ancienne Société internationale d'études industrielles.
Représentant et chef d'exploitation de la compagnie, Marius Thierry a pour mission de projeter des films dans de vastes salles pour diffuser le cinéma qui, à l'époque, relève plutôt de l'attraction foraine. Marius Thierry s'adresse donc aux villes industrielles telles que Rouen, Saint-Étienne ou Aniche. Ce choix constitue une vraie nouveauté en matière de diffusion du cinéma. 
La Société du cinématographe automobile a pour concurrent direct la compagnie Pathé.

## Histoire
En 1905 le Petit Journal, important quotidien tirant à plus d'un million d'exemplaires et sans couleur politique trop voyante, patronna la formation de la Société du cinématographe automobile.
Henri Louis Huet apporte des brevets à la Société internationale d'études industrielles avec Auguste Baron notamment le Dionescope.
Saint-Étienne,13 septembre 1905 la société demande au Maire de disposer de la salle de la Bourse du travail, demande refusée par le Maire
Du 30 septembre au 8 octobre 1905, le cinéma automobile projette au cirque municipal de Rouen.
Le 15 novembre 1905 la société dépose un brevet 359475 pour quinze ans d'un dispositif de voiture automobile pour afficher de la publicité diurne et nocturne par voie d'affiches et de projections fixes et animées
L'Idéal Cinéma-Jacques Tati avec sa grande salle de plus de 600 places accueille une projection du cinéma automobile le 23 novembre 1905. Ce qui en fait le plus ancien cinéma au monde pour une séance publique payante.
À ses tout débuts, « Le Synchrone » (système Oswaldo de Faria) est commercialisé par la Société du cinématographe automobile. La Société anonyme du cinématographe synchrone Oswaldo de Faria, constituée le 21 mai 1908. Grâce à la réunion de deux jeunes inventions la société envoie des opérateurs de ville en ville dans des salles de grandes capacités, ce qui inquiète les forains,.
Le 19 juin 1908 la société du cinématographe automobile par décision d'assemblée se dénommera la Société du cinématographe parlant.